# Väisälä (cráter)
Väisälä es un pequeño cráter de impacto lunar situado en una isla del Oceanus Procellarum. Compartiendo la misma isla aparecen el brillante cráter Aristarchus al sur-sureste y Herodotus al sur-suroeste. Väisälä se encuentra justo al oeste de la línea de falla Rupes Toscanelli, y el sistema de grietas Rimae Aristarchus. Al suroeste se halla la notable hendidura del Vallis Schröteri.
Este impacto circular tiene forma de copa, con un mayor albedo que la superficie oscura circundante. El cráter anteriormente fue designado Aristarchus A antes de ser renombrado por la UAI en memoria del prolífico astrónomo finlandés Yrjö Väisälä.
|  |  |

## Referencias

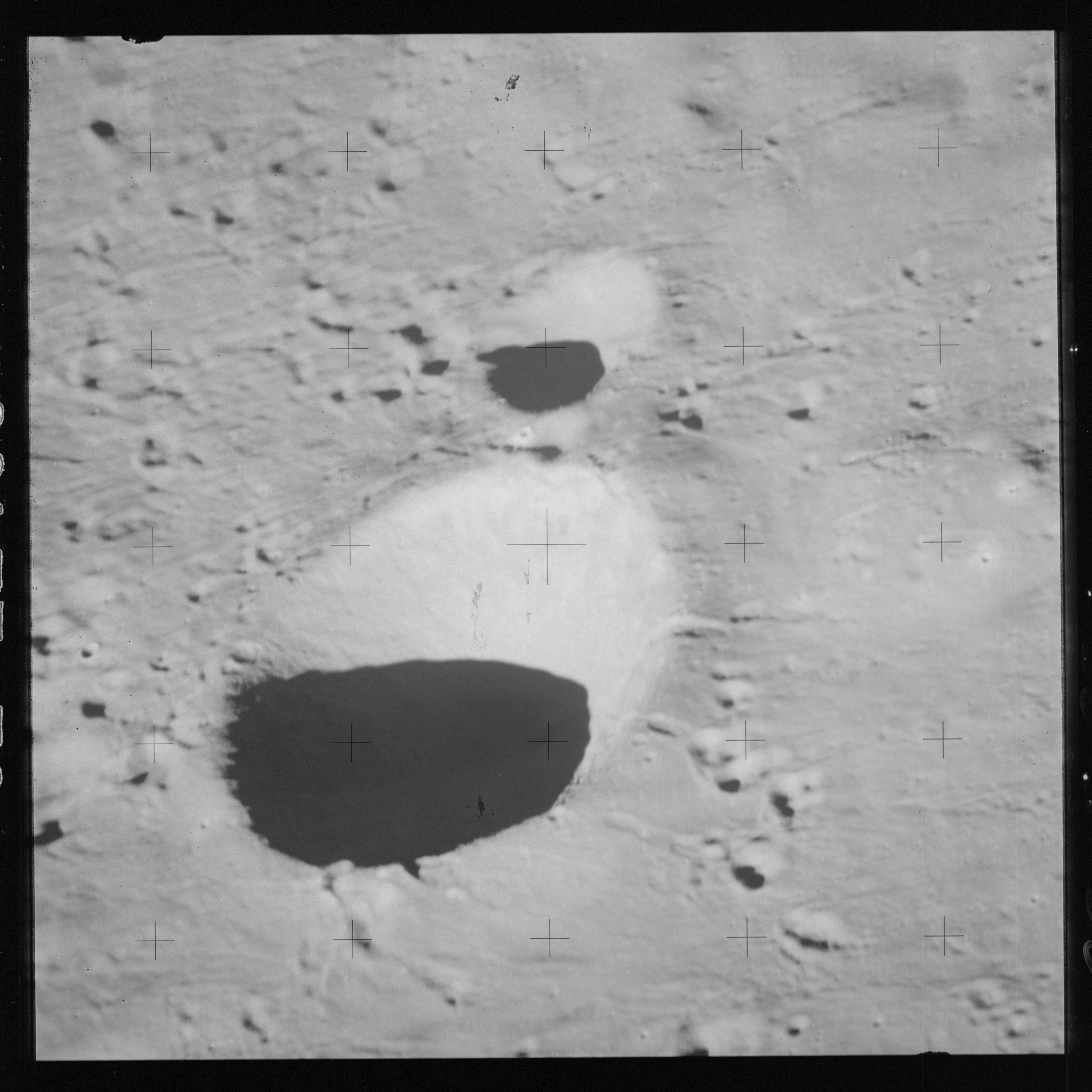
Fotografía de la misión Apolo 15